# Liste der Bodendenkmale in Osterode am Harz
In der Liste der Bodendenkmale in Osterode sind die Bodendenkmale der niedersächsischen Gemeinde Osterode am Harz aufgeführt. Die Quelle ist der Denkmalatlas Niedersachsen.
- Bitte beachten Sie, dass diese Liste keinen Anspruch auf Vollständigkeit erhebt.
- Die Angaben ersetzen nicht die rechtsverbindliche Auskunft der zuständigen Denkmalschutzbehörde.
- Es sind nur Daten aus dem Denkmalatlas verarbeitet.
- Der Stand der Liste ist der 9. März 2025.

Osterode am Harz im Landkreis Göttingen

## Allgemein
In den Spalten finden sich folgende Informationen des Bodendenkmales:
| Lage         | geographische Koordinaten                                                           |
| Bezeichnung  | Bezeichnung lt. Denkmalatlas                                                        |
| Beschreibung | Beschreibung lt. Denkmalatlas                                                       |
| ID           | Objekt-ID                                                                           |
| Bild         | Bild, ggf. zusätzlich mit Link zu weiteren Fotos im Medienarchiv Wikimedia Commons. |

## Dorste
| Lage                         | Bezeichnung                   | Beschreibung | ID       | Bild           |
| ---------------------------- | ----------------------------- | --- | -------- | -------------- |
| 51° 43′ 16″ N, 10° 10′ 31″ O | Dorste 11, Burg Lichtenstein  | Kernwerk: 35 × 25 m, erhebt sich sockelartig 5 – 10 m über die Umgebung, am Nordrand Mauerrest (am Fundament Gewölbebogen sichtbar) von 9 m L., 4,5 m H. und ca. 1 m Stärke. Plateauartige Innenfläche ist stark strukturiert (vermutl. Gebäudereste). Kernwerk umgeben von bis zu 2 m tiefem Burggraben, welcher im Norden der Anlage einen Höhenunterschied von 10 m zum Kernwerkplateau aufweist, nach außen durch bis zu 2,5 m hohen Ringwall gesichert. Gesamtfläche der Burg einschließlich dem der Toreinfahrt im Süden vorgelagerten sichelförmigem Vorwall ca. 125 × 75 m. Wird erstmals 1404 im Besitz des Herzogs Herzog Erich I. von Grubenhagen genannt.                                                                     | 28944579 | Weitere Bilder |
| 51° 43′ 26″ N, 10° 10′ 22″ O | Dorste 20, Lichtenstein-Höhle | Enge Klufthöhle, die aus mehreren Höhlenkammern besteht. In den Jahren 1993 bis 2013 fanden jährlich Grabungen statt, die von der Kreisarchäologie Osterode am Harz durchgeführt wurden. In den Höhlenkammern fanden sich tausende verstreut liegende menschliche Knochen. Es handelt sich um die Überreste von ca. 65 Menschen, die hier während der späten Bronzezeit (10.-8. Jh. v. Chr.) niedergelegt wurden. Neben den Toten fanden sich Trachtbestandteile wie Bronzeschmuck. In einer mächtigen Brandschicht fanden sich u.a. Überreste von Tierknochen (etwa Rind, Schwein, Schaf, Ziege und Pferd), Keramik und verkohlte Pflanzenreste, die auf rituelle Handlungen hinweisen, die in Zusammenhang mit den Bestattungen stehen. | 28944588 | Weitere Bilder |

## Marke
| Lage                        | Bezeichnung        | Beschreibung                                                        | ID       | Bild |
| --------------------------- | ------------------ | ------------------------------------------------------------------- | -------- | ---- |
| 51° 43′ 53″ N, 10° 8′ 22″ O | Marke 1, Grabhügel | Durchmesser ca. 13 m und Höhe ca. 1 m. In der Mitte alt angegraben. | 28944709 | BW   |

## Osterode
| Lage                         | Bezeichnung                                                 | Beschreibung | ID       | Bild           |
| ---------------------------- | ----------------------------------------------------------- | --- | -------- | -------------- |
| 51° 44′ 23″ N, 10° 12′ 53″ O | Osterode am Harz 1, Pipinsburg                              | Mehrphasige Befestigungsanlage, bestehend aus Kernwerk mit Innenwall, Mittelwall, Zwischenwall und Außenwall. Maße des Kernwerks ca. 75 × 60 m, der gesamten Befestigung 500 × 350 m (10,5 ha). Das 0,5 m höher liegende Kernwerk ist von einem 2 m tiefen Graben umgeben. H. der Wälle: Innenwall 2,5 – 4 m (Graben bis 0,5 m tief), Außenwall 2 m. Spuren der Befestigungswälle vorhanden. Über die im 8./9. Jh. reaktivierte vorgeschichtliche Befestigung der Pipinsburg ist aus den historischen Quellen wenig bekannt. Es wird vermutet, dass sie als Fluchtburg für den nahen Königshof Lasfelde diente. Später gelangten die Welfen in ihren Besitz. Ihr Ministeriale Werner von Berkefeld wohnte hier 1134.                          | 28989534 | Weitere Bilder |
| 51° 43′ 18″ N, 10° 12′ 41″ O | Osterode am Harz 4, Wüstung Möttlingerode                   | Umfangreiche Wüstung mit Kirchenruine: Westseite der Kirchturmwand (L. ca. 7 m; Br. ca. 1,2 m; H. über 4 m). Dem Aufbau nach Wehrkirche. 10. – 14. Jh. (Kirche evtl. bis 17. Jh.). | 28944950 | Weitere Bilder |
| 51° 41′ 52″ N, 10° 15′ 19″ O | Osterode am Harz 8, Wüstung Besingen                        | Am vermutlichen Südrand der Wüstung die Kirchenruine. Mauerreste von bis zu 0,35 m H. und 0,85 m Stärke bilden einen rechteckigen Grundriss von 9,5 m L. und 7 m Br. Die Gefäßkeramik weist in das 13./14. Jh. | 28944954 | Weitere Bilder |
| 51° 41′ 14″ N, 10° 16′ 51″ O | Osterode am Harz 14, Wüstung Düna                           | Teilstück ID: 28944961 | 28944960 | BW             |
| 51° 42′ 20″ N, 10° 13′ 42″ O | Osterode am Harz 15, Grabhügel                              | Durchmesser ca. 13 – 14 m und Höhe ca. 1 – 1,5 m. Hoch gewölbt. Grabung Anding 1959 ergab in lehmig humoser, mit Gipsbrocken durchsetzter Aufschüttung: „In Hügelmitte dicht unter der Grasnarbe eine Kiste aus Kalksteinplatten, z.T. angefüllt mit einer weißen, pulvrigen Masse. Sie stand auf einem pyramidenartigen Aufbau aus Feldsteinen, zu dem von Südosten her ein von Steinen flankierter Gang führte. Die Anlage war ringförmig von einem etwas unregelmäßigem Steinkranz umgeben. Keine Beigaben“. Wohl bronzezeitlich. | 28944962 | BW             |
| 51° 42′ 20″ N, 10° 13′ 41″ O | Osterode am Harz 16, Grabhügel                              | Größe ca. 17,5 × 11 m und Höhe ca. 1,5 m. Hoch gewölbt. Aufschüttung lehmig-humos, mit diversen unterschiedlich großen Gipsbrocken durchsetzt. Auf der Kuppe großer Steinblock (ca. 1,8 × 1,2 × 0,5 m). Wohl bronzezeitlich. | 28944963 | BW             |
| 51° 42′ 26″ N, 10° 16′ 26″ O | Osterode am Harz 17, Warte auf dem Wartberg                 | Runder, noch 2 m hoher, 1965 als Aussichtspunkt wiederhergerichteter Turmstumpf von ca. 4 m Dm. und ca. 0,9 m Mauerstärke. 14./15. Jh. | 28944964 | Weitere Bilder |
| 51° 43′ 18″ N, 10° 14′ 34″ O | Osterode am Harz 21, Warte auf dem Ührder Berg (Galgenturm) | Auf ca. 5 m Dm. und ca.5 m. H. rekonstruierter Wartturm, Mauerstärke ca. 2 m. Noch vollständig abgebildet bei MERIAN (1654, S. 166/67). Bauzeit nicht bekannt. Verkehrslage: Warte innerhalb der Landwehr nahe den Heerstraßen nach Dorste und Hattorf, jedoch ohne direkten Kontakt. 14./15. Jh. Im 17. Jh. Richtstätte (s. Abb. bei Merian). | 28944968 | Weitere Bilder |
| 51° 43′ 47″ N, 10° 15′ 24″ O | Osterode am Harz 22, Alte Burg                              | Der große Bergfried und ein Rest der Mauer um die Kernburg sind erhalten. 1136 erstmals urkundlich erwähnt (Urkunde von 1130 ist Fälschung), 1152 im Besitz Heinrich des Löwen, 1513 letzte urkundliche Erwähnung. Die Alte Burg in Osterode ist von den Grafen von Katlenburg wohl zu Beginn des 12. Jhs. auf deren Eigengut erbaut worden. Nach dem Aussterben des Geschlechtes 1106 gelangte sie an Lothar von Süpplingenburg, wurde aber dann offenbar von Hermann von Winzenburg okkupiert. Nach dessen Ermordung 1152 wird Heinrich dem Löwen dessen Erbe zugesprochen, sodass er nicht nur als Enkel Lothars rechtlicher, sondern auch faktischer Besitzer der Burg wurde. In diesem Jahr wird die Burg erstmals ausdrücklich erwähnt. | 28944969 | Weitere Bilder |
| 51° 42′ 17″ N, 10° 13′ 47″ O | Osterode am Harz 24, Grabhügel                              | Größe ca. 18,5 × 13,5 m und Höhe ca. 2 m. Oval, hoch gewölbt. Aufschüttung lehmig-humos, in der Kuppe MG-Nest, sonst unbeschädigt. | 28944971 | BW             |
| 51° 41′ 3″ N, 10° 16′ 22″ O  | Osterode am Harz 27, Große Jettenhöhle                      | Ca. 200 m lange bis zu 30 m breite und zwischen 1 und 9 m hohe Gipskarsthöhle, offensichtlich Teil eines einstmals größeren Höhlensystems. Unter einem Versturzkegel („Kreuzdom“) eisenzeitliche Kulturschicht. Vermutlich jüngere vorrömische Eisenzeit (Mittel-, Spätlatène). | 28945068 | Weitere Bilder |
| 51° 41′ 4″ N, 10° 16′ 28″ O  | Osterode am Harz 28, Höhle Pferdetränke                     | Ca. 99 m lange, bis zu 10 m breite und zwischen 0,2 und 1 m hohe Gipskarsthöhle, offensichtlich Teil eines einstmals größeren Höhlensystems. Im sogenannten SO-Raum Kulturschichten. Grabungen bekannt seit 1968, seitdem öfter Raubgrabungen. Jüngere vorrömische Eisenzeit (Latène C2–D1). | 28945069 | BW             |
| 51° 41′ 14″ N, 10° 16′ 14″ O | Osterode am Harz 30, Geomorphologie                         | Schlottenfeld von 60 × 100 m mit vielen Schlotten (zylindrische bis spitzkegelige Schächte als Formen der Verkarstung) von 1 bis 6 m Tiefe. Beim Mergelgraben wurden 1751 Reste von 3 Wollnashörnern gefunden. Grabung Grote 1979 in 16 Schlotten, die ohne rezente Störung waren. Die Untersuchungen hatten nur Stichprobencharakter. Vermutlich Wildfanggruben; die Schlotten 9 und 12 neolithisch, Schlotte 4 möglicherweise paläolithisch. | 28945071 | BW             |
| 51° 43′ 4″ N, 10° 13′ 56″ O  | Osterode am Harz 61, Leichenstein                           | Menhirförmiger Sandstein, ca. 80 cm hoch, Seitenlänge ca. 30 cm. Auf der Vorder- und Rückseite ist ein Kreuz eingemeißelt. Auf der Vorderseite zusätzlich die Inschrift (von oben nach unten gelesen):"INRI ANNO 1609 HANS KOONEINEN: DEN XI MAY VON WETTER ERSCHLAGEN". Ein Schäfer, der während eines Gewitters frühstückte, soll durch einen Blitz, der ihn traf, „bestraft“ worden sein (Der Glaube, dass man während eines Gewitters nicht essen dürfe, ist weit verbreitet gewesen). | 28945087 |                |

## Schwiegershausen
| Lage                         | Bezeichnung                   | Beschreibung | ID       | Bild |
| ---------------------------- | ----------------------------- | --- | -------- | ---- |
| 51° 41′ 50″ N, 10° 15′ 32″ O | Schwiegershausen 17, Landwehr | Landwehrsicherung der Osteroder Feldflur nach Süden des 14.–18. Jhs., aus folgenden Teilstücken bestehend: aus 2 Wällen bestehend, ca. 300 m lang; Wälle bis 1,5 m hoch, Gesamt-Br. 20 m. - Teilstück ID: 35981662 | 28944343 | BW   |